# Nāḩiyat ‘Awaj
Nāḩiyat ‘Awaj (arabiska: ناحية عوج) är ett subdistrikt i Syrien.   Det ligger i provinsen Hamah, i den västra delen av landet, 160 km norr om huvudstaden Damaskus.
Trakten runt Nāḩiyat ‘Awaj består till största delen av jordbruksmark. Runt Nāḩiyat ‘Awaj är det ganska tätbefolkat, med 111 invånare per kvadratkilometer.